# Ma pomme (chanson)

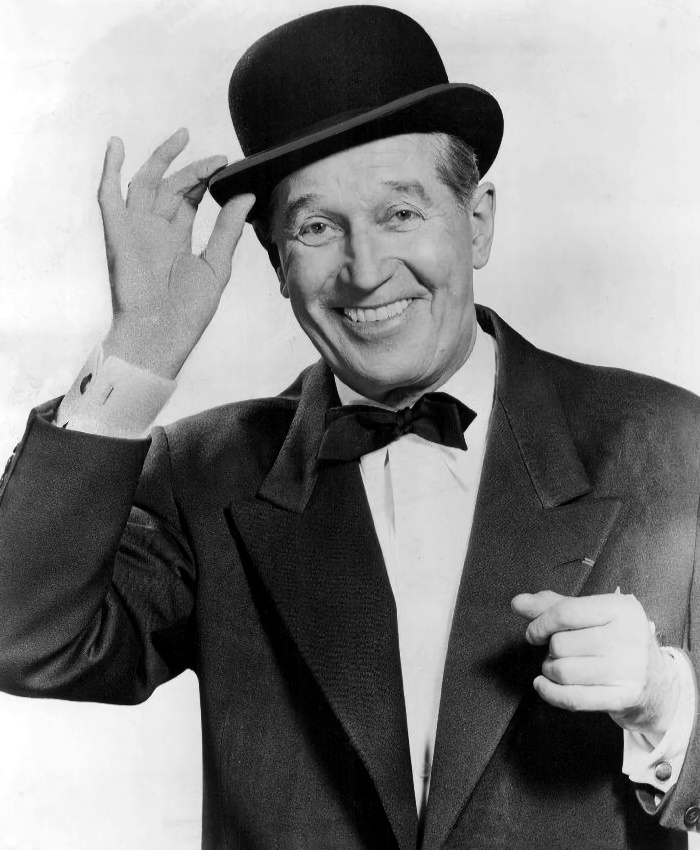
Maurice Chevalier

Ma pomme est une chanson française datant de 1936, créée par Maurice Chevalier dans le film "L'Homme du jour" avec des paroles de Georges Fronsac et Lucien Rigot, écrites sur une musique de Charles Borel-Clerc.
Maniant l'argot avec la gouaille du titi parisien, Chevalier chante la joie de vivre d'un homme qui ne se complique pas la vie, ni avec le travail, ni avec les femmes. Pour être « heureux comme ma pomme », « il suffit d'être en somme aussi peinard que moi ».